# Delta del Ganges
El delta del Ganges (també conegut com a Delta de Sundarbans o Delta de Bengala) és un delta fluvial a la regió de Bengala del subcontinent indi, format per Bangladesh i l'estat indi de la Bengala Occidental. És el delta més gran del món i buida al golf de Bengala les aigües combinades de diversos sistemes fluvials, principalment les del riu Brahmaputra i el del Ganges. També és una de les regions més fèrtils del món, guanyant així el sobrenom de Delta Verd (en cas contrari conegut com el llac blau). El delta s'estén des del riu Hooghly a l'est fins al riu Meghna.

## Geografia

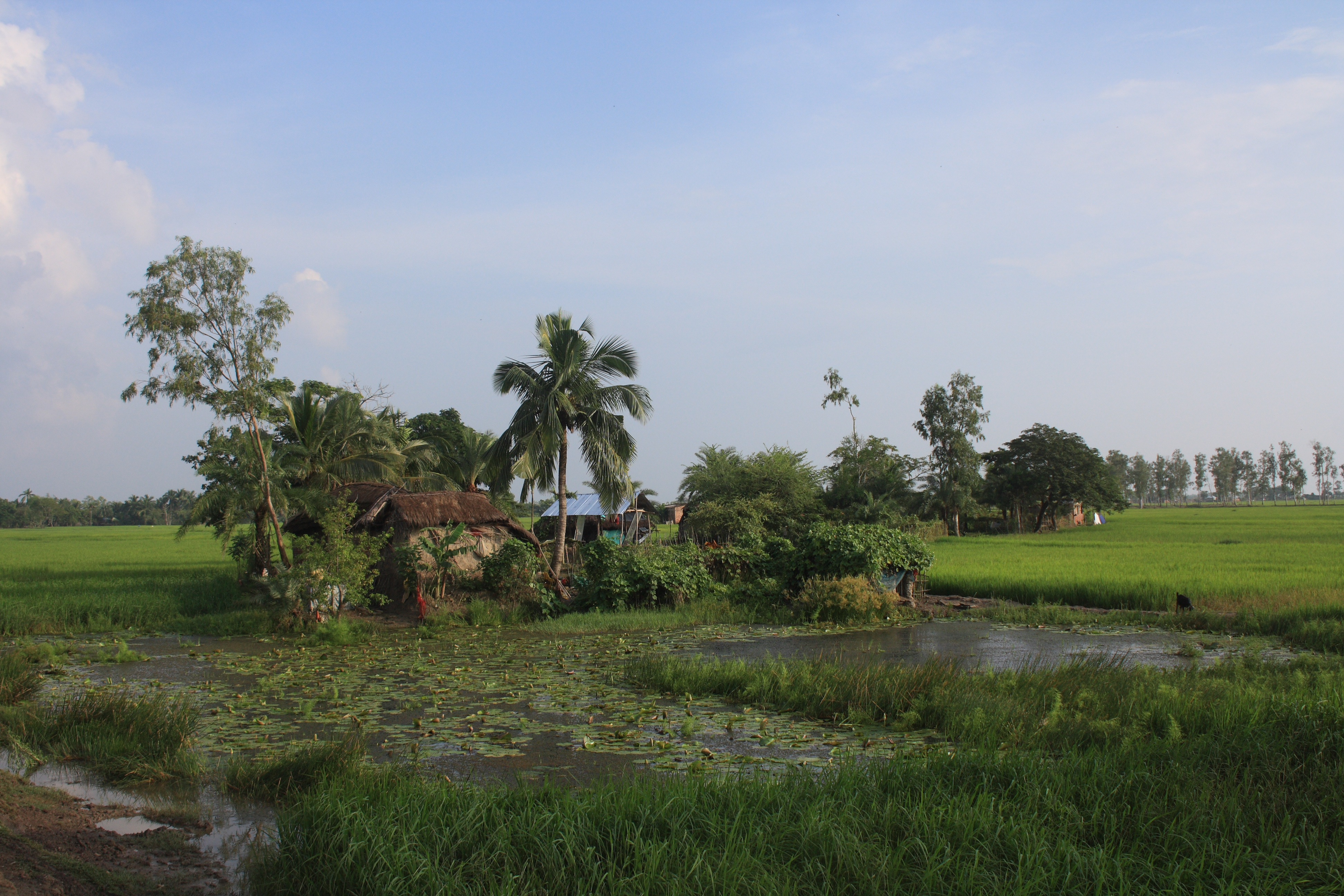
Un paisatge típic del delta amb palmeres, arròs, pla, verd i estanys

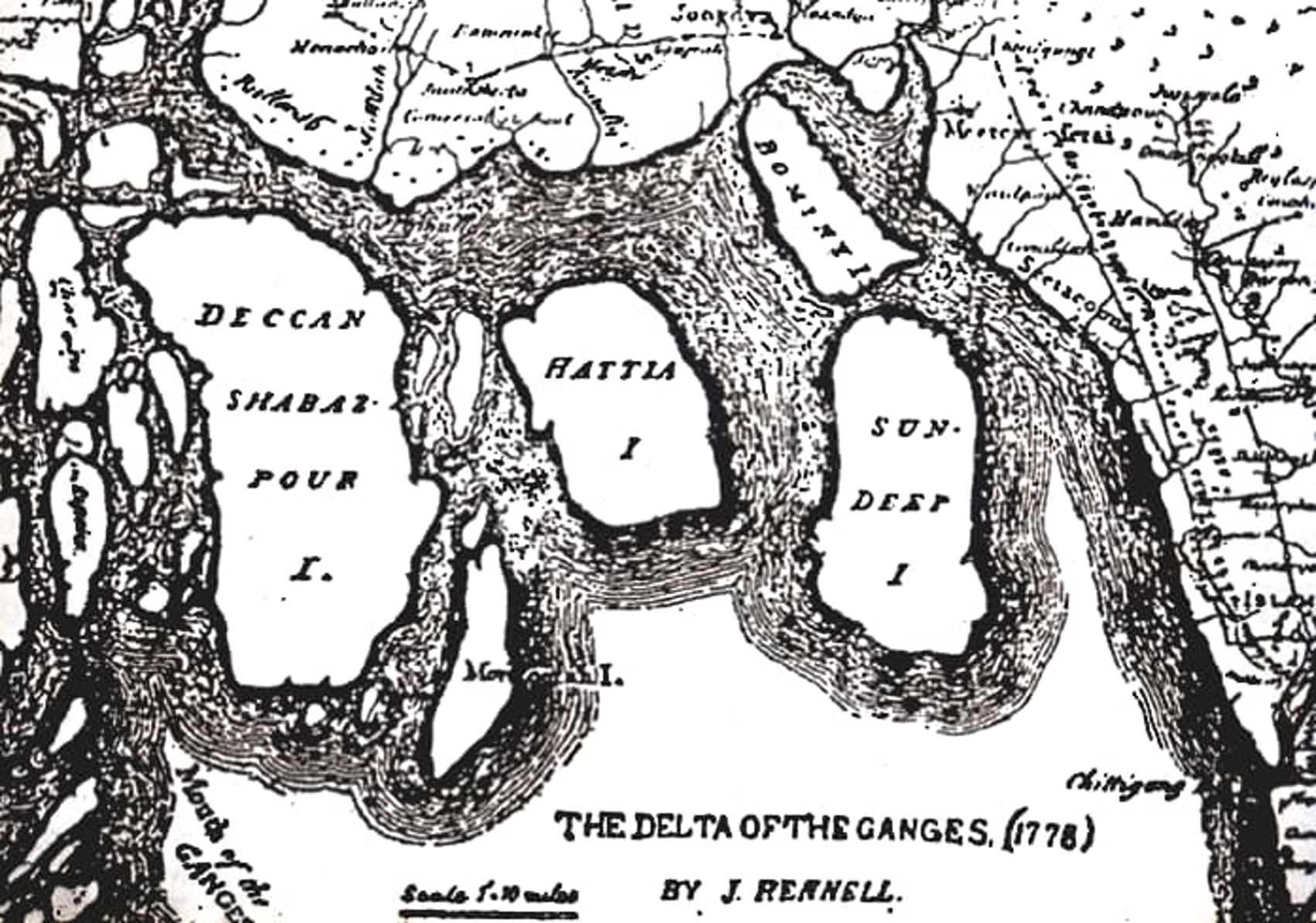
Delta de Ganges del mapa de l'agrimensor James Rennell (1778)

El delta del Ganges té la forma d'un triangle i es considera un delta "arca". Cobreix més de 105,000 km2 (41,000 sq mi), i tot i que el delta es troba principalment a Bangladesh i l'Índia, els rius del Bhutan, el Tibet, l'Índia i el Nepal es desguassen del nord cap a aquesta. Aproximadament el 60% del delta es troba a Bangladesh i el 40% a Bengala Occidental, Índia. La major part del delta es compon de sòls al·luvials constituïts per petites partícules de sediments que finalment s'estableixen a mesura que els corrents fluvials s'alenteixen a la ria. Els rius porten aquestes partícules fines amb elles, fins i tot des de les seves fonts a les glaceres com fluvio-glacials. Els sòls de laterita vermell i groc vermell es troben com un cap més a l'est. El sòl té grans quantitats de minerals i nutrients, cosa que és bo per a l'agricultura.
És compost d'un laberint de canals, swamps, llacs, i inundar sediments senzills (socarrima). El Gorai-Madhumati River, un del distributaries del Ganges, divideix el Ganges Delta a dues parts: el geològicament jove, delta activa, oriental, i el més vell, menys delta activa, occidental.

## Població
Entre 125 i 143 milions de persones viuen al delta, malgrat els riscos d'inundacions causades per monsons, escorrentia de les neus en fusió de l'Himàlaia i ciclons tropicals de l'oceà Índic. Una gran part de la nació de Bangladesh es troba al delta del Ganges, i moltes de les persones del país depenen del delta per sobreviure.
Es creu que més de 300 milions de persones són recolzades pel delta del Ganges, i aproximadament 400 milions de persones viuen a la conca del riu Ganges, convertint-la en la conca fluvial més poblada del món. La major part del delta del Ganges té una densitat de població superior a 200 persones per km² (520 persones per milla quadrada), convertint-la en una de les regions més densament poblades del món.

## Flora i fauna

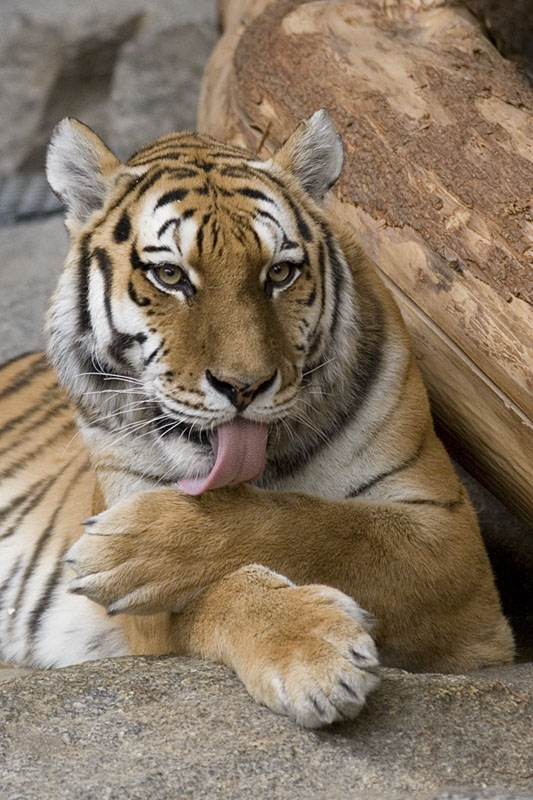
Tigre de Bengala

Tres ecoregió terrestres cobreixen el delta. L'ecoregió dels boscos caducifolis humits de les planes gangètiques inferiors cobreix la major part de la regió del delta, tot i que els boscos han estat sobretot arrossegats per l'agricultura i només resten petits enclavaments. Grues gruixudes d'herba alta, conegudes com a canebrakes, creixen en zones més humides. L'ecoregió dels boscos pantanosos d'aigua dolça de Sundarbans es troba més a prop de la badia de Bengala; aquesta ecoregió s'inunda amb aigua lleugerament salobres durant la temporada seca i aigua dolça durant la temporada de monsó. Aquests boscos també s'han convertit gairebé completament en agricultura intensiva, amb només 130 quilometres quadrats (50 sq mi) dels 14,600 quilometres quadrats (5,600 sq mi) de l'ecorregió 14,600 quilometres quadrats (5,600 sq mi) protegit. Quan el delta es troba amb la badia de Bengala, els manglars Sundarbans formen l'ecoregió de manglars més gran del món, amb una superfície de 20,400 quilometres quadrats (7,900 sq mi) en una cadena de 54 illes. Deriven el seu nom de l'espècie de mangle predominant, Heritiera fomes, que es coneixen localment com a sundri o sundari .
Els animals del delta inclouen el pitó indi (Python molurus), el lleopard ennuvolat (Neofelis nebulosa), l'elefant indi (Elephas maximus indicus) i els cocodrils, que viuen a les Sundarbanes. Es creu que hi ha aproximadament 1.020 tigres de Bengala en perill d'extinció (Panthera tigris tigris) que habitaven als Sundarbans. La conca del Ganges – Brahmaputra compta amb boscos tropicals de fulla caduca que produeixen fustes valuoses: es troben sal, tecs i figueres de les pagodes en aquestes zones. La regió del delta compta amb manglars.
Es calcula que 30.000 axis (Axis axis) es troben a la part del delta dels Sundarbans. Aus que es troben al delta inclouen alcedínids, àguiles, picots, el minà comú, el francolí pantà (Francolinus gularis), i el rossinyol garser comú. Al delta es poden trobar dues espècies de dofins: el dofí de l'Irauadi (Orcaella brevirostris) i el dofí del riu Ganges (Platanista gangetica gangetica). El dofí Irrawaddy és un dofí oceànic que entra al delta des de la badia de Bengala. El dofí del riu Ganges és un veritable dofí fluvial, però és extremadament rar i es considera en perill d'extinció.
Els arbres que es troben al delta inclouen sundaris, garjans (Rhizophora spp.), Bambú, palmera de mangle (Nypa fruticans) i palmera de mangle (Phoenix paludosa). Hi viuen moltes espècies en perill d'extinció.

## Geologia
El Delta del Ganges es troba a la unió de tres plaques tectòniques: la Placa Índia, la Placa Euràsia i la Placa de Birmània. La vora del paleoshelf de l'Eocè va aproximadament des de Kolkata fins a la vora de l'altiplà de Shillong. El límit del paleoshelf marca la transició de l'espessa escorça continental del nord-oest a la prima escorça continental o oceànica del sud-est. L'enorme subministrament de sediments procedent de la col·lisió de l'Himàlaia ha ampliat el delta uns 400 quilometres (250 mi) cap mar des de l'Eocè. El gruix de sediments al sud-est de la vora del paleoshelf sota el delta del Ganges pot superar els 16 km (10 milles).

## Economia

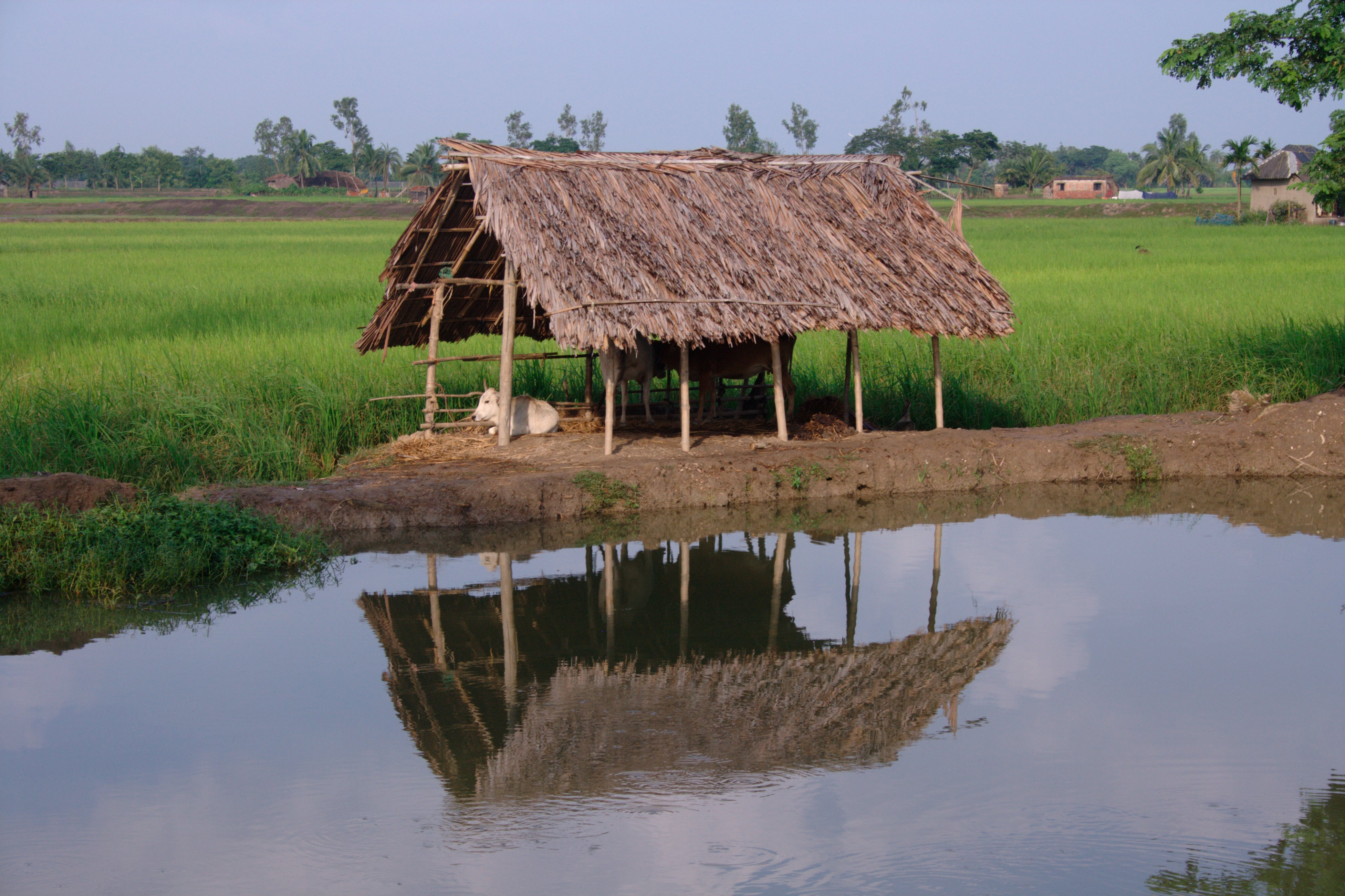
Arròs, bestiar i pescant en els rius i les basses són fonts importants d'alimentari.

Aproximadament dos terços de la gent de Bangladesh treballa en l'agricultura i cultiva cultius a les planes inundables del delta. Els principals conreus que es cultiven al delta del Ganges són el jute, el te i l'arròs. pesca també és una activitat important a la regió del delta, essent el peix una font important d'aliments per a moltes de les persones de la zona.
En els últims anys, els científics han estat ajudant a la gent pobra del delta a millorar els mètodes de cultiu piscícola. Convertint estanys no utilitzats en piscifactores viables i millorant els mètodes per criar peixos en basses existents, moltes persones poden guanyar-se la vida per criar i vendre peixos. Utilitzant nous sistemes, la producció de peix als estanys existents ha augmentat un 800%. Les gambes són criades en contenidors o gàbies submergides en aigües obertes. La majoria s'exporten.

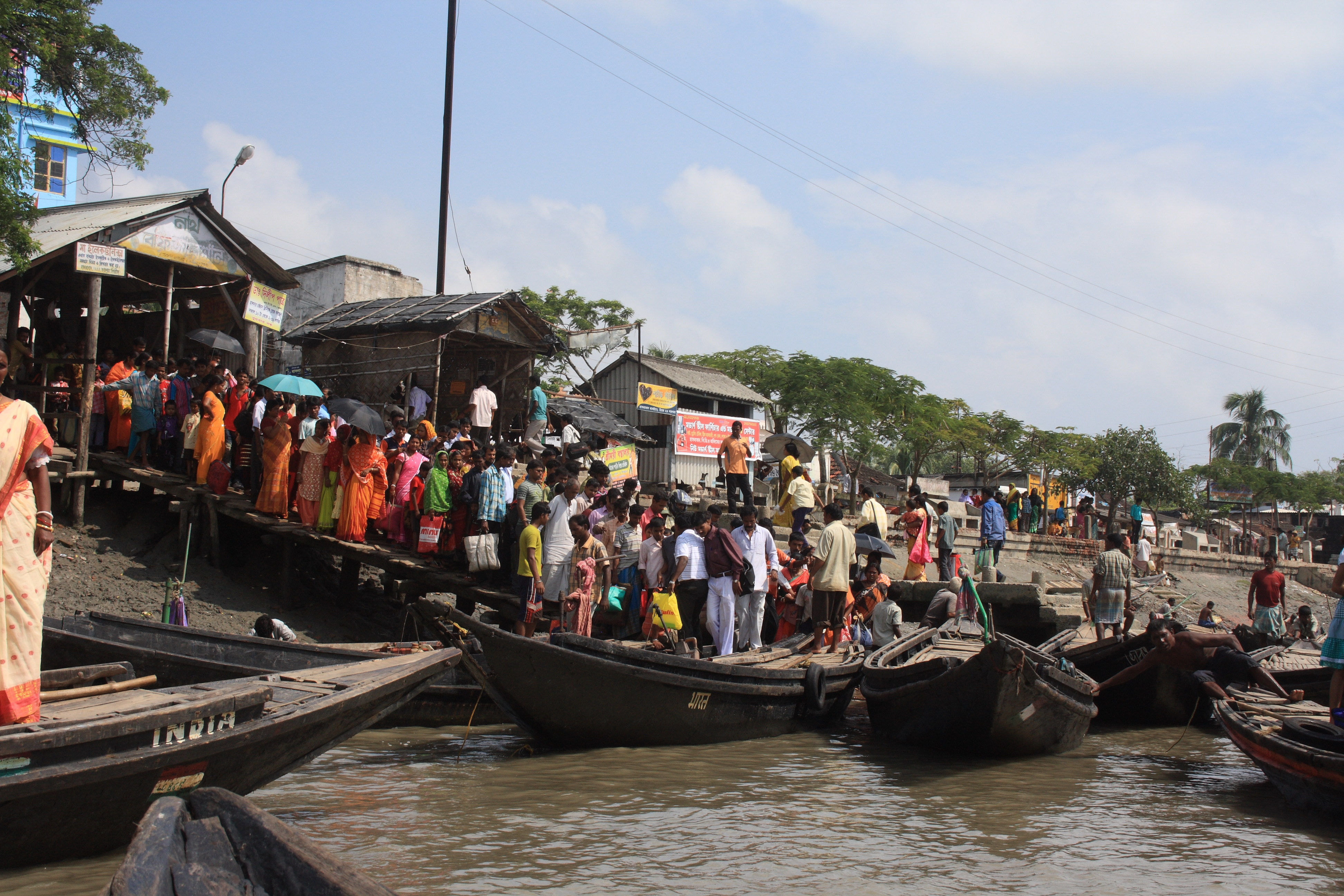
Molt enrenou en un moll de transbordador

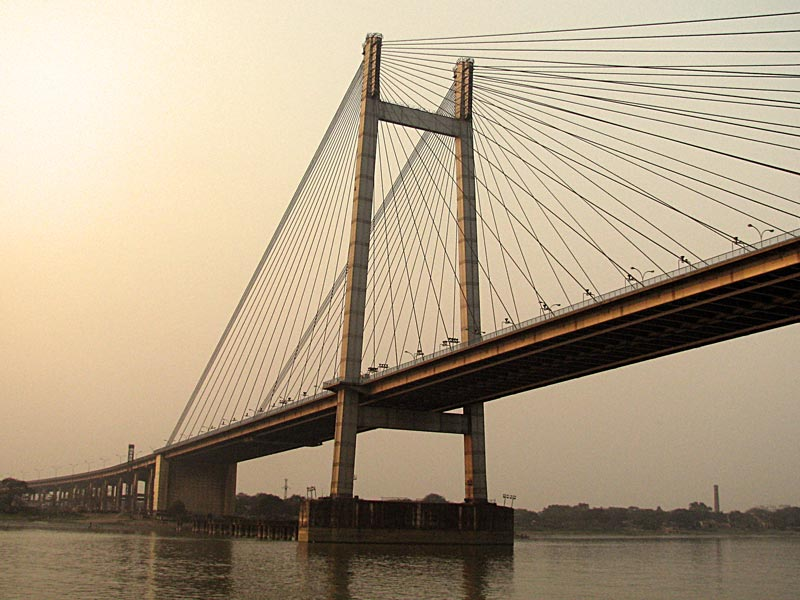
El Vidyasagar Setu que abasta el riu Hoogli a Kolkata

Mentre hi ha un maze de moltes branques de riu, l'àrea és difícil de passar. La majoria d'illes són només connectat amb el mainland per senzill de fusta ferryboats. Els ponts són rars. Algunes illes són no encara connectat al reixat elèctric, així que residents d'illa tendeixen per utilitzar cèl·lules solars per una mica de subministrament elèctric.

### Contaminació d'arsènic
L'arsènic és una substància natural al delta del Ganges que té efectes perjudicials per a la salut i pot entrar a la cadena alimentària, especialment en cultius clau com l'arròs.

## Clima
El delta del Ganges es troba principalment a la zona de clima humit tropical i rep entre 1,500 a 2,000 mm (59 a 79 in) de pluges cada any a la part occidental, i de 2,000 a 3,000 mm (79 a 118 in) a la part oriental. Els estius secs i càlids i els hiverns frescos i secs fan que el clima sigui adequat per a l'agricultura.

### Ciclons i inundacions
El novembre de 1970, el cicló tropical més mortífer del segle xx va afectar la regió del delta del Ganges. El cicló de Bhola de 1970 va matar 500.000 persones (mort oficial), amb altres 100.000 desaparegudes. El Guinness Book of World Records va estimar la pèrdua total de vides humanes del cicló Bhola en 1.000.000.
Un altre cicló va colpejar el delta el 1991, matant prop de 139.000 persones.
La gent ha d'anar amb compte al delta del riu, ja que també es produeixen inundacions greus. El 1998, les Ganges van inundar el delta, assassinant prop de 1.000 persones i deixant més de 30 milions de persones sense llar. El govern de Bangladesh va sol·licitar 900 milions de dòlars per ajudar a alimentar la gent de la regió, ja que es va perdre tot el cultiu de l'arròs.

## Futur del delta
Un dels majors reptes que pot patir la gent que viu al delta del Ganges en els propers anys és l'amenaça de l'augment del nivell del mar causat pel canvi climàtic. Un augment del nivell del mar de 05 metres (16 ft) podria produir sis milions de persones perdent la seva llar a Bangladesh.
S'han descobert importants reserves de gas al delta, com en els camps de gas de Titas i Bakhrabad. Diverses grans empreses petrolieres han invertit en l'exploració de la regió del delta del Ganges.